# 浦上郁夫
浦上 郁夫（うらかみ いくお、1937年10月2日 - 1985年8月12日）は、日本の実業家。ハウス食品工業（現・ハウス食品グループ本社）2代目代表取締役社長（在任期間：1966年 - 1985年）。
ハウス食品グループ創業者・浦上靖介の二男。長男はハウス食品グループ本社社長の浦上博史。

## 来歴・人物
1937年に大阪府で生まれる。1960年、関西学院大学商学部卒業。
大学卒業後、ハウス食品に入社し、同年取締役就任。1962年よりハウス食品副社長に就任。在任時に子供も食べられる甘いカレーを提案し、のちに同社のロングセラー商品になるバーモントカレーが生まれた。
1966年、父の靖介の死去に伴い28歳で社長を引き継ぐ。1969年に人事でプロダクトマネジャー制度を導入し、1971年に東京と大阪両証券取引所市場第2部に株式上場した。
1984年11月、グリコ・森永事件に関連してハウス食品にも脅迫状が届いた（ハウス食品脅迫事件）。1985年8月12日に同事件の犯行終了宣言が出されたことから、大阪府内にある父の墓前にその報告を行うため日本航空123便に搭乗。しかし、その途上にて同便の墜落事故に巻き込まれ、社長在任のまま47歳で死去した。同事故を共にした歌手の坂本九とは旧知の間柄で、同便への搭乗直前にも羽田空港のロビーで互いに会釈を交わしている。
浦上の死去に伴い、後任の社長には当時の取締役副社長で、ハウス食品脅迫事件の対策責任者でもあった大塚邦彦が就任（ - 1998年）。また当時放送中であったハウス世界名作劇場の『小公女セーラ』（フジテレビ系列）では、事故発生直後の8月18日放送分より一時期、提供社なしで放送されるという措置が取られた。